# Carme Ruscalleda

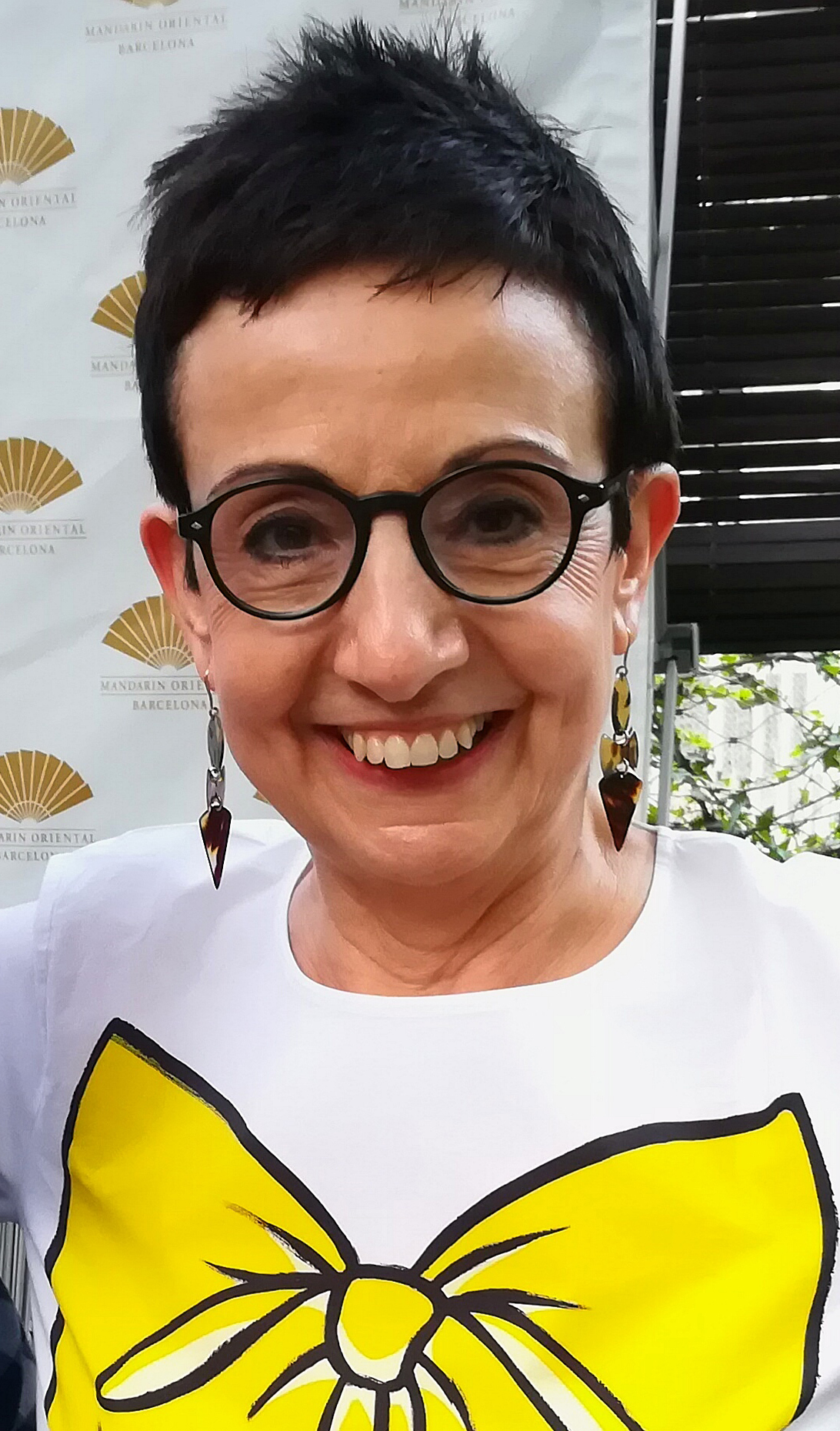
Carme Ruscalleda (2018)

Carme Ruscalleda i Serra (* 1952 in Sant Pol de Mar) ist eine katalanische Köchin. Ihre drei Restaurants sind mit insgesamt sieben Michelin-Sternen ausgezeichnet.
Damit ist sie, Stand Anfang 2015, weltweit die Frau mit den meisten Michelin-Sternen.

## Leben
Die Eltern von Carme Ruscalleda, Ramón Ruscalleda und Núria Serra, betrieben in Sant Pol de Mar einen kleinen Lebensmittelladen. Dort verkauften sie Wein und Molkereiprodukte aus der Region und Gemüse aus dem eigenen Garten. Im Lauf der Zeit wandelte sich das Geschäft zu einem Delikatessenladen für Fleischwaren. Auf Geheiß ihres Vaters absolvierte sie eine kaufmännische Ausbildung, doch im elterlichen Haushalt entwickelte sie als Autodidaktin kulinarische Fertigkeiten.
Mit ihrem Partner Toni Balam erfand sie Tellergerichte zum Straßenverkauf. 1975 heirateten die beiden.
Zunächst verfolgten sie die Idee, einen Fleischwarenladen zu betreiben, wo den Kunden auch Mahlzeiten angeboten würden. Sie entschlossen sich dann aber, eine Restaurantgründung zu wagen. Ein geeignetes Haus fanden sie direkt gegenüber dem Elternhaus, in Gestalt einer ehemaligen Herberge. Die Familie unterstützte sie mit Geldzuwendungen. Im Sommer 1988 eröffneten sie das Sant Pau. Sie übernahm die Küche, er den Gästesaal. Zu Beginn hatte das Restaurant nur mittags geöffnet. Geboten wurde traditionelle katalanische Küche: Nudelaufläufe (Canelones), Geschmortes (Guisos), Salate, verschiedene Käse, Pasteten. Die Gäste kamen zum größten Teil aus Barcelona und vorwiegend in der Sommerzeit.
Nach und nach verfeinerten und erweiterten sie die Speisekarte. 1991 war der erste Michelin-Stern der Lohn für ihre Mühe. Mit dem Stern erweiterte sich der Gästekreis. 1996 folgte der zweite Stern.
Der japanische Unternehmer und Stammgast Yuji Himoyama riet ihnen, eine Niederlassung in Tokio zu eröffnen. Drei Jahre zögerte man, doch dann ließen sich Ruscalleda und Balam zu einer Reise nach Tokio überreden. 2004 eröffneten sie das Sant Pau de Tokio.
2005 folgte der dritte Michelin-Stern für das Restaurant in Sant Pol de Mar. Ruscalleda war die erste Frau in Spanien, die so ausgezeichnet wurde.
Der Sohn Raül wurde 1976 geboren, 1982 die Tochter Mercè. Raül folgte seiner Mutter auf dem Berufsweg als Koch, organisierte die Eröffnung des Sant Pau de Tokio und ist heute, Anfang 2015, Küchenchef ihres Restaurants Moments in Barcelona.
Im Juli 2018 gab sie bekannt, das Sant Pau in Sant Pol de Mar mit 27. Oktober 2018 zu schließen. Danach soll das Sant Pau in eine von ihrer Tochter geführte Bar mit einer Studienküche umgewandelt werden.

## Küche
Ruscalleda propagiert „gesundes, frisches, leckeres und genussreiches Essen“. In ihrem Buch Recetas antiaging vertritt sie das Konzept von gesundheitsfördernden Antioxidantien. Gemeinsam mit ihrem Sohn Raül Balam entwirft sie Gerichte, die diesem Konzept folgen. Im Moments, wo Raül Balam Küchenchef ist, kommen solche Gerichte auf die Speisekarte. Reichlich Fisch und Gemüse bestimmen das Menü. „Eine klare, transparente, keinesfalls fette und keinesfalls zähe Küche, leicht verdaulich und attraktiv anzuschauen“ ist ein weiteres Ideal, dem sie folgt.
Die Produkte ihrer Region, dem Maresme, und die Produkte Japans verwendet sie, um das zu erreichen. „Die Natur muss auf dem Tisch erscheinen“, pflegt sie zu sagen. Die Küche der Region praktiziert sie von ihren Anfängen an, lange bevor dies allgemeine Praxis in der Hochgastronomie wurde.
Auch durch das Arrangement der Gerichte will sie ihren Gästen Freude bereiten. „Wenn sie einen grauen Tag hatten, sollen sie auf dem Teller die Sonne aufgehen sehen.“ Sie drapiert Gemüsestreifen wie ein Bild von Mondrian, die frischen Erbsen am Tellerrand erscheinen als eine Art Gemüse-Kaviar, und ein Nachtisch aus grünem Tee sieht aus wie das Dach einer katalanischen Hütte.
Eine Vorspeise auf ihrer Winter-Speisekarte 2014/2015 sind Gambas sobre torrada marinera. Das weiche Brot wird mit einer Brühe aus Meeresfrüchten getränkt und dann geröstet. Das Gericht soll Vorfreude wecken, wie die Vorfreude von Kindern auf die Ankunft der Fischerboote. Ein Nachtisch aus grünen und schwarzen Oliven, Olivenöl und Schokolade soll an die Brotzeit in einem Olivenhain erinnern. Ihre Petits Fours, die Leckerbissen zum Kaffee, sind geformt wie kleine Bestien, beispielsweise wie ein Drache in Anlehnung an Antoni Gaudí, mit einem Ingwerkeks, rotem Pfeffer, Kakao und Zitrone.
Ihre Kollegin Fina Puigdevall, die ebenfalls eine innovative regionale Küche pflegt, nämlich die der Garrotxa, urteilt über Ruscalleda:

„Está impregnada de paisaje y estacionalidad, pero es una estacionalidad que trasciende porque al ofrecernos los productos más representativos de cada momento del año de una manera delicada, sensual y con un ritual oriental, casi litúrgico, nos hace observar inconscientemente el día, el año, la vida natural, asociando la experiencia de las diversas etapas de la vida a las virtudes de sus manjares.“

„Sie ist geprägt vom Land und der Jahreszeit, geht aber über die Jahreszeit hinaus, denn sie bietet die Produkte, die jeden Moment des Jahres besten charakterisieren, auf delikate, sinnliche Weise an, in einem orientalischen Ritual, beinahe liturgisch. Durch die Qualitäten ihrer Speisen bringt sie uns dazu, unbewusst den Tag, das Jahr und das Leben in der Natur zu betrachten, verbunden mit der Erfahrung der verschiedenen Lebensabschnitte.“

Mit der japanischen Niederlassung entwickelte sich eine katalanisch-japanische Symbiose in Ruscalledas Restaurants. Die Leitgedanken seien gleich: Respekt vor der Natur, Rücksicht auf die Jahreszeit, Reinheit der Produkte.
Ein Beispiel dafür ist das Dashi de romesco: Der Sud ist ein Grundbestandteil der japanischen Küche, die Soße eines der ältesten Gerichte Kataloniens. Es enthält Kombu, Katsuobushi, gegrillte Tomate, Ñora, Trockenfrüchte, einige Spritzer Mirin und Sojasoße. Eine Variante dieser japanisch-katalanischen Soße wird mit schwarzem Knoblauch und Trüffel verfeinert.
Gemüse wird in Gelatineblätter eingewickelt, die mit Meerwasser hergestellt wurden. Zum Käse des Monats wird Daikon gereicht. Dem asiatischen Vorbild folgend, wagte man sogar, Quallen in der Paella zu verarbeiten. Inzwischen steht ein Gericht aus Seeanemonen auf der Speisekarte. Auch Plankton wird in den Küchen Ruscalledas verarbeitet. Ein weiteres Beispiel für die Experimentierfreude in ihren Küchen ist die Verwendung von zarten Kaktusblättern. Sie werden blanchiert, geröstet und in Form knuspriger Kordeln zum Fisch serviert.

## Restaurants

### Sant Pauin Sant Pol de Mar
Ruscalledas ehemaliges Stammrestaurant war mit drei Michelin-Sternen ausgezeichnet. Es befand sich in einem restaurierten Haus von 1881 mit Garten und Meerblick. Das Haus liegt im Ortszentrum, oberhalb des Strandes und der Bahnlinie. Mitte 2018 schloss Carme Ruscalleda das Restaurant.

### Sant Pau de Tokio
Das Sant Pau de Tokio ist mit zwei Michelin-Sternen ausgezeichnet. Das elegante Restaurant mit Garten befindet sich im Stadtteil Nihombashi inmitten eines Parks.
Zweimal im Jahr, im Mai und im November, reist das Ehepaar Ruscalleda-Balam nach Tokio. Jérôme Quilbeuf fungiert als Küchenchef sowohl in Sant Pol de Mar als auch in Tokio. Über Skype hält man das Jahr über Verbindung zwischen den beiden Küchen.

### Momentsin Barcelona
Das Moments ist das Hotelrestaurant des Hotel Mandarin Oriental in Barcelona. Es führt ebenfalls zwei Michelin-Sterne.

## Lehrtätigkeit
Carme Ruscalleda gab Kurse über Wissenschaft und Küche an der Harvard University.

## Auszeichnungen
Carme Ruscalleda erhielt zahlreiche Preise, darunter
- Premio Nacional de Gastronomia[enw 3]
- Creu de San Jordi[enw 4]
- Medalla de Oro al Mérito en las Bellas Artes[enw 2]
- Medalla de Oro al Mérito en el Trabajo[enw 5]

## Publikationen
- Cocinar para ser feliz, Viena Ediciones, 2005, ISBN 978-84-8330-154-8 (spanisch)
- Carme Ruscalleda’s Mediterranean Cuisine, Salsa Books, 2007, ISBN 978-84-96599-15-4 (englisch)
- Recetas antiaging : gastronomía y ciencia, Salsa Books, 2012, ISBN 978-84-15193-18-0 (spanisch)